# Liste der Monuments historiques in Varzay
Die Liste der Monuments historiques in Varzay führt die Monuments historiques in der französischen Gemeinde Varzay auf.

## Liste der Bauwerke
| Bezeichnung          | Beschreibung              | Standort                   | Kennzeichnung | Schutzstatus | Datum | Bild           |
| -------------------- | ------------------------- | -------------------------- | ------------- | ------------ | ----- | -------------- |
| Kirche Ste-Madeleine | Erbaut im 15. Jahrhundert | (Lage)                     | PA17000009    | Inscrit      | 1996  | weitere Bilder |
| Bahnhof              | Erbaut 1909               | 1, place de la Gare (Lage) | PA17000057    | Inscrit      | 2002  | weitere Bilder |

## Liste der Objekte
| Bezeichnung            | Beschreibung            | Standort                           | Kennzeichnung | Schutzstatus | Datum | Bild |
| ---------------------- | ----------------------- | ---------------------------------- | ------------- | ------------ | ----- | ---- |
| Zwei Prozessionsfahnen | Seide, 19. Jahrhundert  | in der Kirche Ste-Madeleine (Lage) | PM17001317    | Inscrit      | 1982  |      |
| Kelch                  | Silber, 18. Jahrhundert | in der Kirche Ste-Madeleine (Lage) | PM17001565    | Inscrit      | 1989  |      |